# Gerd Slewert
Magister Ehren Gerd Slewert (Schreibvarianten: Gerhard Slewardt, Slewarth, Sleewart, Sleuert, Schleward, Sleffwart; * um 1492 in Hansestadt Kampen, Provinz Overijssel; † 30. November 1570 in Flensburg) war ein Flensburger Reformator.

## Leben

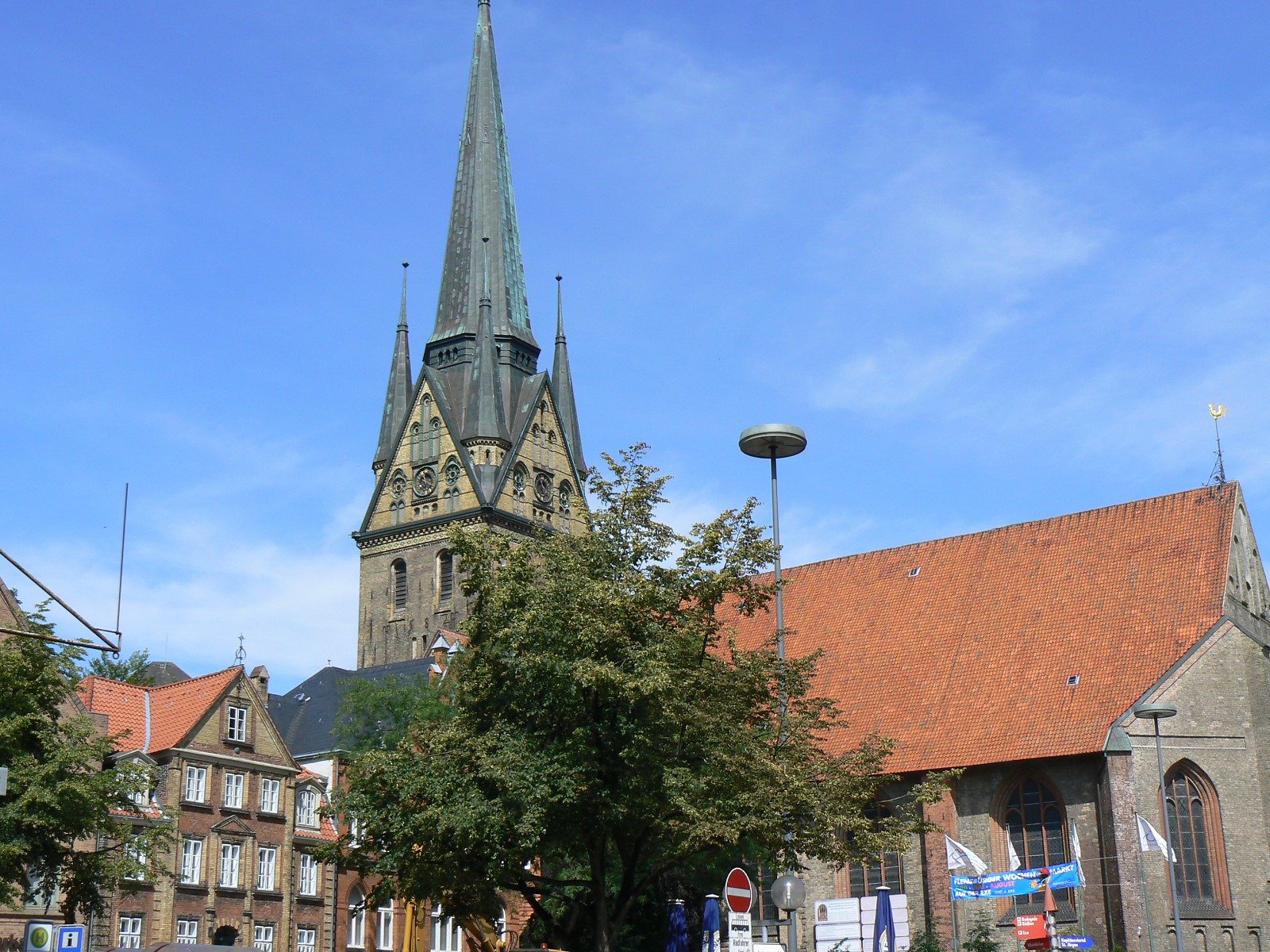
Sankt Nikolaikirche in Flensburg

Gerd Slewert stammte aus einer religiös geprägten, reichen niederländischen Familie: Sein Onkel Johan Pael starb 1493 auf einer Pilgerreise im Heiligen Land, sein Großonkel Andries Heymenß war Benediktiner in Köln, zwei Großtanten van Wilsem sowie seine Schwestern waren Beginen in den Niederlanden. Slewert war zunächst Dominikaner und von 1517 bis 1519 Lesemeister im Konvent von Hadersleben. Danach wurde er in den Konvent von Magdeburg gesandt, wo er 1522 erwähnt wird. Dort lernte er die Schriften Martin Luthers kennen.

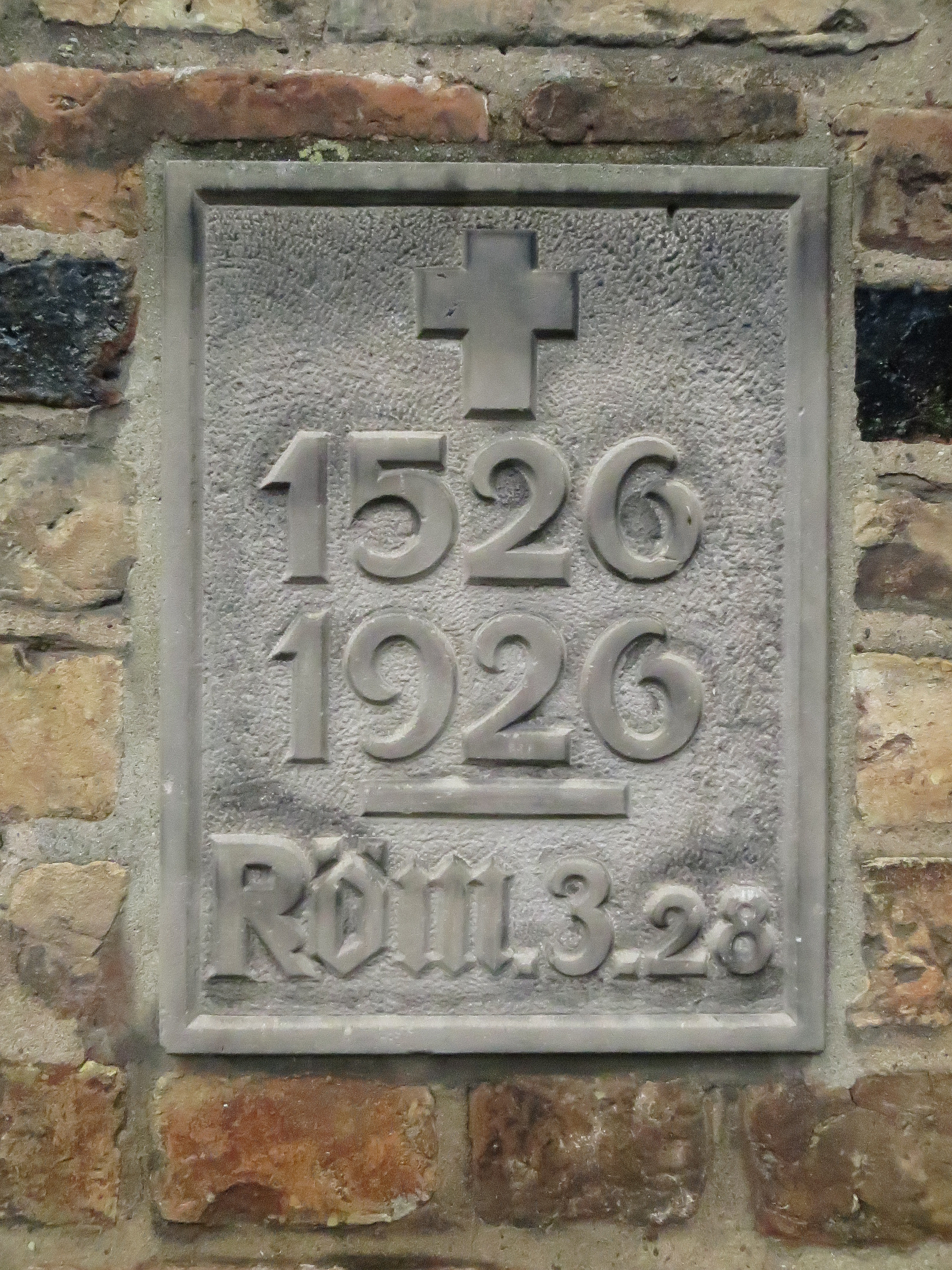
Gedenkstein von 1926 zur ersten lutherischen Predigt 1526 in Flensburg und damit zur Einführung der reformatorischen Lehre in Flensburg, mit dem Verweis auf

1526 wurde Slewert von Prinz Christian, dem dänischen Kronprinzen und Statthalter des Herzogtums Schleswig, zusammen mit dem Reformator Johannes Bugenhagen an den königlichen Hof berufen, um die neue Lehre „zur Visitation und Reformation der Kirchen in den Herzogtümern Schleswig und Holstein“ zu verbreiten. Hermann Tast hielt im selben Jahr die erste reformatorische Predigt in Flensburg unter freien Himmel.
Am 2. Dezember 1526, dem 1. Advent, begann Gerd Slewert in der Flensburger Sankt Nikolaikirche mit dem reformatorischen Gottesdienst. Am selben Tag wählte ihn die Bürgerschaft zum Hauptpastor der Kirche. An den folgenden Sonntagen predigte er auch an St. Marien und St. Johannis. 1537 war er in Kopenhagen einer der sieben Geistlichen des Herzogtums Schleswig, die an der Ausarbeitung der neuen Kirchenordnung maßgeblich beteiligt waren. Die Kirchenordnung galt zunächst nur für das Königreich Dänemark. 1538 nahm Slewert an der Synode auf Schloss Gottorf teil. Am 1. April 1540 wurde „Herr Gert“ zum Superintendenten ernannt. Slewert erhielt die Aufsicht über die Geistlichen und Kirchengüter in den Ämtern Flensburg und Bredstedt (über 30 Jahre) und in Tondern bis 1542 – noch unter dem katholischen Bischof Gottschalk von Ahlefeldt. Slewert „setzte sich unermüdlich für die Erneuerung der Kirche und die Reinheit des Glaubens ein“.
In seinem Visitationsbuch – einer historisch bedeutsamen Hinterlassenschaft – sind fast bis an sein Lebensende seine jährlichen Reisen in die ihm unterstehenden 32 Kirchspiele aufgezeichnet. Bis ins kleinste Detail wird darin über das Kirchenvermögen Buch geführt. „Da der Propst Slewert sich der passiven Renitenz der Kirchenschuldner gegenüber nicht allein durchsetzen konnte, wurde der Amtmann aufgefordert, den Propsten in jeder Weise zu unterstützen.“
1541 wurde Gert Slewert mit der Visitation der Feldklöster Lügumkloster und Rudekloster betraut. 1557 übermittelte er dem König die Bitte des evangelisch gewordenen Abts des Rudeklosters um Amtsentlassung. Anschließend war Slewert bis 1561 Abt des Rudeklosters. 1561 erwarb er – unüblicherweise – aufgrund seines Ansehens das Bürgerrecht Flensburgs. Er erhielt seit ca. 1550 wegen seiner Verdienste um Stadt und Land von König Christian III. jährliche Kornlieferungen aus der königlichen Mühle in Flensburg.
Verheiratet Gert Slewert war mit Anna Goldschmidt, Tochter des Flensburger Bürgers Dietrich Goldschmidt.

## Ehrungen
Flensburg stiftete zu seinem Andenken ein Slewardhsches Legat. Seine Tätigkeit als Reformator hat ihn zu einer Gestalt der Geschichtsbücher Schleswig-Holsteins werden lassen: Im 20. Jahrhundert z. B. erschien ein ausführlicher Lexikoneintrag im Schleswig-Holsteinischen Biographischen Lexikon über ihn. 1826 wurde zum Gedenken an die Flensburger Reformation eine Gedenkmünze geprägt: „Am 3. Dezember (dem ersten Advent-Sonntage) 1826 wurde das 300jährige Jubelfest der evangelisch-lutherischen Reformation in Flensburg gefeiert und dabei der Verdienste des Theologen Gerhardt Slewerth gedacht.“